# يد الصحراء
يد الصحراء Mano de Desierto, عبارة عن تمثال ليد بشرية يقع في دولة تشيلي بأمريكا الجنوبية, شيدت تكريما لضحايا التعذيب أثناء النظام العسكري في تشيلي, أفتتحت عام 1992م و يبلغ ارتفاعها 11 متر، وتقع على أرض بارتفاع 1100 متر فوق مستوى سطح البحر